# Брестовац (Неготин)
Брестовац је насеље у Србији у општини Неготин у Борском округу. Према попису из 2022. у насељу је било 131 становника (према попису из 2011. има 257 становника према попису из 2002. било је 355 становника).

## Положај села
Брестовац се налази на источним падинама планине Дели Јован. Од Неготина је смештен на удаљености од 15 километара југозападно на нижој висоравни а између села: Сиколе, Трњане, Карбулово, Чубра, Речка и Метриш. Од главног пута Зајечар−Неготин село је удаљено 3 километра.
Атар Брестовца је подељен на више потеса и то спољни круг, који се граничи са суседним селима почев од десне обале Брестовачког потока. Према истоку су: Сечица, Златарица, Бучина, Ваљавиште, Осојна, Богутовац, Брестов поток, Локва, Стручар, Нерезина, Лојза, Крива лука, Крушар, Дуго поље, Бели камен, Блато, Лепа главица, Ливађе, Селиште, Раковац, Равнинац, Мали и Велики рт, Главичорак.
Брестовац је ратарско-сточарско сеоско насеље збијеног типа удаљено 15 km југозападно од Неготина. Смештено је на 200 метара надморске висине, на обалама Брестовачког потока, који се са осталим притокама Чубарске реке улива са леве стране у реку Тимок. Северна географска ширина насеља је 44° 02’59” источна географска дужина 22° 24’ 03”, а површина атара 1.993 хектара.

## Историја
Насеље се први пут спомиње у турским пописима 15. и 16. века као једно од насеља у турском хасу формираном између 1491. и 1521. године.
Приликом турског пописа 1530. до 1535. године имало је 8 домаћинстава и било једно од најмањих насеља српског говорног подручја на простору Неготинске Крајине. На попису 1586. број домаћинства се смањио на 7. У новим пописима, Брестовац се не помиње у 1723, 1736. и 1783. године.
Најстарији остатак из прошлости је „Латинско Гробље“, које је остало од „Латина“. У Плочнику су налажене рбине од судова. У Гробљицу се укопавало до пре 100 година.Село је на аустријским картама – Лангерова и „Темишварски Банат – је забележено под именом Prestowz, Prestovatz. Године 1736. забележен је Брестовац а 1784. године Брестовацз. Забележено је и у 1811. години. Године 1846. село је имало 76, 1866. 105 а 1924. године 140 кућа.
Током свог развоја два пута је мењало месни положај. Првобитно насеље налазило се у Селишту, затим на месту званом Плочник, да би се са тог места преместило у Горњи крај данашњег насеља.
У Горњем крају данашњег насеља живе углавном староседелачке породице, док су Доњи крај заузели досељеници. Након Првог светског рата Горњи крај је имао две целине: Јовановића-Јованчевића малу и Ђокића малу, а Доњи крај само једну целину - Паковића или Новаковића малу.
У насељу су у то време живеле следеће староседелачке фамилије: Никосавићи (слава Свети Јован), Каланци (слава Ђурђевдан), Јовановићи-Јованчевићи (Свети Јован), Свилајићи-Буљагићи (слава Свети Никола), Ђурђевићи-Ђокинци-Баћићи-Јаковљевићи (слава Свети Јован) и Дмитровци (слава Свети Илија). Пре 19. века у Брестовац су се доселиле фамилије Станојевићи, Жикићи, Јереминци и Богданчићи (слава Свети Никола), као и Луцићи, Ђокићи, Цојинци, Миљковићи, Стевићи, Пејчићи, Наковићи, Новаковићи и Рајковчићи (слава Ђурђевдан), а у 19. веку фамилије Милутинчеви (слава Свети Никола), Стојићи (Ђурђевдан), Пајићи (слава Петковица), Трњанци (слава Ђурђевдан) и Маринковићи (слава Свети Јован).
Заветина насеља - Спасовдан уједно и црквена слава, док је црква посвећена „Вознесењу господњем“ подигнута 1798. године.
Становништво Брестовца је српско (слави Ђурђевдан, св. Јован, св. Николу и Петковицу) и углавном се бави ратарством, сточарством, воћарством и виноградарством.
Године 1921. Брестовац је имао 140 кућа и 754 житеља, године 1948. 177 кућа и 799 становника, а 2002. године 160 кућа и и 356 становника.
Основна школа у насељу постоји од 1885. године (подручно одељење школе „Вера Радосављевић“ Неготин).
Брестовац има земљорадничку задругу (од 1900. године), Дом културе „Станко Пауновић“ (од 1976. године), електричну расвету (од 1949. године), водовод (од 1939/1940. године), здравствену станицу (од 1956. године), продавицу мешовите робе, асфалтни пут (од 1972. године) и телефонске везе са светом (од 1981. године).

## Демографија
Према последњем попису из 2022. године у Брестовцу је живело 131 становника што је за 126 мање у односу на 2011. када је на попису било 257 становника. У насељу живи 122 пунолетних становника, а просечна старост становништва износи 61,53 година (58,26 код мушкараца и 64,95 код жена).
Према подацима пописа из 2022. у насељу има 74 домаћинства, а просечан број чланова по домаћинству је 1,77 а према истом попису у насељу има 168 стамбених јединица од којих је 69 насељених.
Ово насеље је великим делом насељено Србима (према попису из 2002. године), а у последња три пописа, примећен је пад у броју становника.
|  |

| Демографија | Демографија | Демографија |
| Година      | Становника  | Становника  |
| ----------- | ----------- | ----------- |
| 1948.       | 799         |             |
| 1953.       | 792         |             |
| 1961.       | 780         |             |
| 1971.       | 702         |             |
| 1981.       | 607         |             |
| 1991.       | 426         | 420         |
| 2002.       | 355         | 365         |
| 2011.       | 257         |             |
| 2022.       | 131         |             |

| Етнички састав према попису из 2002.‍ | Етнички састав према попису из 2002.‍ | Етнички састав према попису из 2002.‍ | Етнички састав према попису из 2002.‍ | Етнички састав према попису из 2002.‍ |
| ------------------------------------ | ------------------------------------ | ------------------------------------ | ------------------------------------ | ------------------------------------ |
|                                      |                                      |                                      |                                      |                                      |
| Срби                                 | Срби                                 |                                      | 347                                  | 97,74%                               |
| Роми                                 | Роми                                 |                                      | 6                                    | 1,69%                                |
| Црногорци                            | Црногорци                            |                                      | 1                                    | 0,28%                                |
| Хрвати                               | Хрвати                               |                                      | 1                                    | 0,28%                                |
| непознато                            | непознато                            |                                      | 0                                    | 0,0%                                 |

| Година пописа     | 1948. | 1953. | 1961. | 1971. | 1981. | 1991. | 2002. |
| ----------------- | ----- | ----- | ----- | ----- | ----- | ----- | ----- |
| Број домаћинстава | 177   | 177   | 181   | 179   | 161   | 140   | 127   |

| Број чланова      | 1  | 2  | 3  | 4  | 5  | 6 | 7 | 8 | 9 | 10 и више | Просек |
| ----------------- | -- | -- | -- | -- | -- | - | - | - | - | --------- | ------ |
| Број домаћинстава | 24 | 49 | 22 | 11 | 11 | 7 | 1 | 0 | 1 | 1         | 2,80   |

| Пол    | Укупно | Неожењен/Неудата | Ожењен/Удата | Удовац/Удовица | Разведен/Разведена | Непознато |
| ------ | ------ | ---------------- | ------------ | -------------- | ------------------ | --------- |
| Мушки  | 153    | 25               | 101          | 15             | 12                 | 0         |
| Женски | 170    | 19               | 105          | 38             | 7                  | 1         |
| УКУПНО | 323    | 44               | 206          | 53             | 19                 | 1         |

| Пол    | Укупно                    | Пољопривреда, лов и шумарство | Рибарство                            | Вађење руде и камена | Прерађивачка индустрија       |
| ------ | ------------------------- | ----------------------------- | ------------------------------------ | -------------------- | ----------------------------- |
| Мушки  | 60                        | 42                            | 0                                    | 0                    | 4                             |
| Женски | 73                        | 69                            | 0                                    | 0                    | 1                             |
| УКУПНО | 133                       | 111                           | 0                                    | 0                    | 5                             |
| Пол    | Производња и снабдевање   | Грађевинарство                | Трговина                             | Хотели и ресторани   | Саобраћај, складиштење и везе |
| Мушки  | 0                         | 0                             | 3                                    | 2                    | 5                             |
| Женски | 0                         | 0                             | 1                                    | 0                    | 0                             |
| УКУПНО | 0                         | 0                             | 4                                    | 2                    | 5                             |
| Пол    | Финансијско посредовање   | Некретнине                    | Државна управа и одбрана             | Образовање           | Здравствени и социјални рад   |
| Мушки  | 1                         | 0                             | 1                                    | 1                    | 0                             |
| Женски | 0                         | 0                             | 1                                    | 1                    | 0                             |
| УКУПНО | 1                         | 0                             | 2                                    | 2                    | 0                             |
| Пол    | Остале услужне активности | Приватна домаћинства          | Екстериторијалне организације и тела | Непознато            | Непознато                     |
| Мушки  | 0                         | 0                             | 0                                    | 1                    | 1                             |
| Женски | 0                         | 0                             | 0                                    | 0                    | 0                             |
| УКУПНО | 0                         | 0                             | 0                                    | 1                    | 1                             |